# Southern Counties East Football League
A Southern Counties East Football League Délkelet-Anglia félprofi és amatőr labdarúgó együtteseinek részére létrehozott ligája. Az angol labdarúgás kilencedik és tizedik szintjén szerepel.
Legfelsőbb osztálya a Premier Division, amely alatt a tizedik osztályt képviselő, Division One helyezkedik el.

## Története
A szervezet 1966-ban alakult Kent Premier League néven, az 1959-ben megszűnt Kent Football League korábbi, valamint Kent és Délkelet-London együtteseinek csatlakozásával jött létre.
A kezdeti években a Southern League tartalékcsapatai is a ligában vettek részt, majd folyamatos bővülésének eredményeképpen azóta két osztályban bonyolítják le a bajnokság küzdelmeit.
A 2015–16-os szezon befejeztével a Kent Invicta League is csatlakozott a ligához.

## A bajnokság rendszere

A Southern Counties East League bordó színnel jelölve

Mindegyik részt vevő két alkalommal mérkőzik meg ellenfelével.
A győztes 3 ponttal lesz gazdagabb, döntetlen esetén 1 pontot kap mindkét csapat, a vereségért nem jár pont.
Premier Division: 
A bajnokság első helyezettje a következő évben a Isthmian League D1 South bajnokságában vehet részt.
Az utolsó két helyezett a másodosztály (Division One) sorozatában folytathatja.
Division One:
Az első két helyezett automatikus résztvevője lesz az SCEL első osztályának (Premier Division), míg a Kent County League bajnokságába csak visszalépés esetén kerülnek csapatok.

## Külső hivatkozások
- Southern Counties East League
- Southern Counties East League @ Non League UK
- Kentish Football
- RSSSF